# Siria en los Juegos Paralímpicos de Tokio 2020
Siria estuvo representada en los Juegos Paralímpicos de Tokio 2020 por tres deportistas, dos mujeres y un hombre. El equipo paralímpico sirio no obtuvo ninguna medalla en estos Juegos.